# Хосуа Мехіас
Хосуа Антоніо Мехіас Гарсія (ісп. Josua Antonio Mejías García; нар. 9 червня 1998, Венесуела) — венесуельський футболіст, захисник клубу «Бейтар» (Єрусалим).

## Кар'єра

### Клубна
Хосуа почав футбольну кар'єру в клубі «Карабобо», за основний склад якого він дебютував 12 липня 2015 року в зустрічі з «Петаре». У сезоні 2015 захисник провів 16 матчів чемпіонату, а наступного сезону взяв участь у 14 зустрічах.

### У збірній
2017 року Мехіас взяв участь у Молодіжному чемпіонаті Південної Америки. Захисник провів на турнірі вісім матчів, а його команда здобула право виступити на чемпіонаті світу.

## Статистика виступів

### За клуб
Станом на 10 листопада 2018
| Клубні виступи     | Клубні виступи     | Клубні виступи     | Ліга | Ліга | Кубок | Кубок | Континентальні | Континентальні | Загалом | Загалом |
| Клуб               | Сезон              | Сезон              | Ігри | Голи | Ігри  | Голи  | Ігри           | Голи           | Ігри    | Голи    |
| ------------------ | ------------------ | ------------------ | ---- | ---- | ----- | ----- | -------------- | -------------- | ------- | ------- |
| «Карабобо»         | 2015               | 2015               | 16   | 0    | 3     | 0     | 0              | 0              | 19      | 0       |
| «Карабобо»         | 2016               | 2016               | 14   | 1    | 0     | 0     | 0              | 0              | 14      | 1       |
| «Карабобо»         | 2017               | 2017               | 7    | 0    | 0     | 0     | 0              | 0              | 7       | 0       |
| Загалом            | Загалом            | Загалом            | 37   | 1    | 3     | 0     | 0              | 0              | 40      | 1       |
| «Картахена»        | 2017–18            | 2017–18            | 27   | 0    | 2     | 0     | 0              | 0              | 29      | 0       |
| Загалом            | Загалом            | Загалом            | 27   | 0    | 2     | 0     | 0              | 0              | 29      | 0       |
| Хімнастік          | 2018–19            | 2018–19            | 5    | 0    | 0     | 0     | 0              | 0              | 5       | 0       |
| Загалом            | Загалом            | Загалом            | 5    | 0    | 0     | 0     | 0              | 0              | 5       | 0       |
| Загалом за кар'єру | Загалом за кар'єру | Загалом за кар'єру | 69   | 1    | 5     | 0     | 0              | 0              | 74      | 1       |